# 林采薇
林采薇（Yumi、，1984年3月5日—），藝名Yumi，臺灣、日本女歌手、演員，女子組合天氣女孩Weather Girls （ウェザーガールズ）成員之一，並擔任日本隊長，在天氣女孩中代表星期六性感女孩，代表顏色為紫色，代表天氣為霧。

## 個人背景
- Yumi畢業於文化大學韓語系[2]，另外Yumi的哥哥為樂團1976的貝斯手林子喬[3]
- 2008年底參加超級星任務選秀節目，並榮獲冠軍。
- 2009年成為伊林模特兒之一，並於2010年11月12日與小蠻、珍奶、梁沛妤、胡欣雅、劉湘怡等六名模特兒出寫真集《萌幻想》[4]，Yumi在裡面擔任女僕角色。另外，亦有許多走秀經驗
- 2012年3月首次在天氣預報節目《Weather Girls》登場[5]，之後被選入團體中成為成員之一並於日本出道。也是Weather Girls中唯一於團體出道前即已為藝人(以本名身分)之團員。
- 2014年1月和哈孝遠合作拍攝微電影《男人的小確幸 # 2 （页面存档备份，存于）》，獲得43萬的高點擊率

## 音樂作品
- Yumi目前並未有個人音樂作品

- 團體Weather Girls音樂作品

## 演出作品

### 電視劇
| 年度   | 國家 | 播出頻道               | 劇名             | 飾演           | 性質 | 其他演員                                    |
| 2009年 | 臺灣 | 中視、八大綜合台       | 《愛就宅一起》   | 毛毛           | 配角 | 楊丞琳、汪東城、胡宇崴...等                 |
| 2009年 | 臺灣 | 公視主頻道、TVBS歡樂台 | 《熱血青春》     | 小美           | 配角 | 傅小芸、李至正、陸廷威、陳思璇、周詠軒...等 |
| 2010年 | 臺灣 | 台視、三立都會台       | 《犀利人妻》     | 琦琦           | 配角 | 隋棠、溫昇豪、朱芯儀、宥勝...等             |
| 2013年 | 日本 | C-POP TV               | 《雜務特勤組》   | 玫瑰(メイグイ) | 主角 | Weather Girls                               |
| 2014年 | 日本 | 名古屋電視台           | 《鉄子の育て方》 | 鉄道ガールズ   | 客串 | Weather Girls                               |
| 2025年 | 臺灣 | GOOD TV                | 《幸福宅一起》   |                | 配角 |                                             |
| 待播出 | 臺灣 |                        | 《電競高校》     |                |      |                                             |

### 電影
| 年份   | 劇名     | 飾演                 |
| 2015年 | 大囍臨門 | 李淑芬婚紗工作室同仁 |

### 網路劇
| 年份   | 劇名                             | 飾演 |
| 2015年 | 恐怖高校劇場: 天氣女孩畢旅夢靨 ! | Yumi |
| 2015年 | 星座研究室: OL逆襲 辦公室的復仇  | 范范 |
| 2015年 | 星座研究室: 拒絕加班 OL的怒吼    |      |

### 短片
- 2022年 因為愛我們學習－婚前教育
- 2022年 這就是愛的重量－新手爸媽

### MV
註：以團體Weather Girls的MV演出
| 歌手   | 歌名       | 導演   |
| 李東學 | 恨幸福來過 | 方文山 |

## 節目通告
註：以團體Weather Girls身份出道後的團體節目錄影
| 日期           | 節目               | 主題                   | 電視台     | 備註 |
| 2009年2月20日  | 娛樂百分百         | 百分百娛樂王           | 八大綜合台 |      |
| 2009年3月31日  | 娛樂百分百         | 蔡依林歌唱大賽         | 八大綜合台 |      |
| 2009年4月8日   | 娛樂百分百         | 百分百娛樂王           | 八大綜合台 |      |
| 2009年5月12日  | 但是又何奈         | 喝酒只為了做那件事?!   | 八大綜合台 |      |
| 2009年6月30日  | 蝴蝶蝴蝶生ㄉ真美麗 | 輕鬆變美微整風         | 八大綜合台 |      |
| 2010年11月10日 | 我愛黑澀棒棒堂     | 我要成為資優生！       | Channel V  |      |
| 2010年11月29日 | 麻辣天后宮         | 七年級萌少女           | 衛視中文台 |      |
| 2010年12月3日  | 康熙來了           | 為什麼女人不想嫁給他們 | 中天綜合台 |      |
| 2010年12月4日  | 瘋神無雙           | 明星到我家             | 衛視中文台 |      |
| 2010年12月13日 | 天黑請閉眼         |                        | 緯來綜合台 |      |
| 2010年12月13日 | 國光幫幫忙         | 超萌女孩的綜藝初體驗?  | 三立都會台 |      |
| 2010年12月25日 | 豬哥會社           |                        | 民視無線台 |      |
| 2018年         | 綜藝玩很大         |                        |            |      |
| 2021年         | ㄧ代女王           |                        |            |      |
| 2022年         | 我就問你正常嗎？   |                        |            |      |
| 2022年         | 飢餓遊戲           |                        |            |      |
| 2023年         | 小姐不熙娣         |                        |            |      |
| 2023年         | 姐妹亮起來         |                        |            |      |
| 2024年         | 綜藝大熱門         |                        |            |      |
| 2024年         | 百變智多星         |                        |            |      |

## 主持作品
| 日期                                                                 | 國家 | 撥出頻道                    | 節目名稱                            | 備註                                 |
| 2008年12月15日 2008年12月18日 2009年1月6日 2009年1月8日 2009年6月5日 | 臺灣 | 三立都會台                  | 國光幫幫忙                          | 助理主持                             |
| 2009年8月15日                                                        | 臺灣 | 衛視中文台                  | 旅行應援團                          | 代班主持                             |
| 2012年10月1日-2012年11月26日                                         | 日本 | Music On! TV                | 密著ウェザーガールズ                | 實境節目                             |
| 2013年2月4日-2013年3月26日                                           | 日本 | Music On! TV                | 密著ウェザーガールズSeasonⅡ         | 實境節目                             |
| 2013年7月2日-2013年10月8日                                           | 日本 | YouTube                     | ウェザーガールズ 料理クィーン決定戦 |                                      |
| 2013年10月19日-2013年12月21日 2013年10月21日-2013年12月23日          | 日本 | 名古屋電視台 東京都會電視台 | アタックしますけど何か?             |                                      |
| 2014年4月25日-2014年7月20日                                          | 臺灣 | 八大綜合台                  | 我們都來了                          |                                      |
| 2014年10月1日-2015年2月11日                                          | 臺灣 | LIVEhouse.in                | 來氣玩                              | 網路節目，與天氣女孩其他團員輪流主持 |
| 2015年1月12日-2015年5月11日                                          | 臺灣 | LIVEhouse.in                | PTT週報X天氣女孩                    | 網路節目，與天氣女孩其他團員輪流主持 |
| 2015年5月30日 2015年11月28日                                         | 臺灣 | TVBS歡樂台                  | 全球中文音樂榜上榜                  | 嘉賓主持人                           |
| 2016年1月7日-至今                                                    | 臺灣 | 亞洲旅遊台                  | 嗨 Let's Go                         |                                      |

## 出版作品

### 書籍
- 2010年  《萌*幻想》寫真集

## 外部連結
- 林采薇 Yumi的Facebook專頁
- 林采薇 Yumi的Instagram帳戶
- 林采薇 Yumi的X（前Twitter）
- 林采薇 Yumi的新浪微博